# Jean-Michel Duroy
Pour les articles homonymes, voir Duroy.
Jean-Michel Duroy, né le 16 décembre 1753 à Bernay, mort guillotiné le 17 juin 1795 à Paris, est une personnalité politique de la Révolution française.

## Biographie
Fils de Marie Lesueur et du maréchal-ferrant Jean Duroy, avocat, membre du directoire du district de Bernay, il fut élu, en 1791, juge du district de Bernay et député suppléant à l'Assemblée législative, puis à la Convention, où il siège dans les rangs de la Montagne, il votera la mort du roi sans sursis. Il s'opposera vivement à la politique des Girondins. Envoyé comme représentant en mission dans son département d'origine, jugé trop modéré, la Convention préfère lui confier une mission auprès de l'armée du Rhin, puis dans la Manche et d'autres départements. Il est épargné par la réaction thermidorienne, mais prend position pour les insurgés lors de la journée du 1er prairial an III (20 mai 1795). Décrété d'arrestation ce même jour, il est condamné à mort et exécuté le 29 prairial an III (17 juin 1795) après avoir tenté de se poignarder, comme ses camarades Charles-Gilbert Romme, Jean-Marie-Claude-Alexandre Goujon et Ernest Dominique François Joseph Duquesnoy, qui se sont tués, Pierre Bourbotte, Pierre-Amable de Soubrany et lui se blessent et sont guillotinés.